# Immunophiline
Les immunophilines (du grec philein signifiant « aimer ») sont une superfamille de protéines hautement conservées qui aident au repliement et à l’assemblage d’autres protéines.

## Caractéristiques
Les immunophilines possèdent une activité chaperonne et pour la plupart une activité enzymatique peptidyl prolyl isomérase (PPIase). Il existe deux familles d’immunophilines qui diffèrent par leurs séquences et structures tridimensionnelles mais codent des fonctions enzymatiques et biologiques similaires.
- 7 types de cyclophilines (Cyp), qui se lient à la ciclosporine A (CsA)
- 12 types de FKBP (en)s (binding protein) qui se lient aux macrolides. Les plus connues, FKBP12, FKBP51 et FKBP52, se distinguent par leur poids moléculaire.

## Fonctions

### Cibles de molécules immunosuppressives
Les immunophilines sont les cibles de molécules immunosuppressives comme le tacrolimus et la rapamycine qui inhibent l’activation lymphocytaire. Ces molécules se fixent au site catalytique du domaine PPIase des immunophilines ce qui va inhiber leur activité PPIase. Les complexes formés se lient à la calcineurine pour inhiber son activité phosphatase, c’est-à-dire sa capacité à déphosphoryler des substrats. Il y aura alors une augmentation de la quantité de substrats phosphorylés, dont le facteur de transcription nucléaire des cellules T activées : NF-AT, qui contrôle notamment le gène codant l’interleukine 2 (IL-2). La translocation vers le noyau des lymphocytes T de ce facteur est impossible sous la forme phosphorylée, donc les lymphocytes T ne seront pas activés.

### Rôle dans la signalisation des hormones stéroïdes
FKBP51 et 52 participent aux mécanismes de signalisation des hormones stéroïdes en s'associant sous forme de complexe avec Hsp90 et les récepteurs spécifiques de ces hormones. La présence de FKBP52 influencerait la fixation de l’hormone à son récepteur mais aussi la localisation subnucléaire du complexe.
Ces mécanismes confèrent par exemple aux FKBPs des propriétés de régulation du développement des organes génitaux. En effet, des études chez la souris montrent qu’une absence de FKBP52 engendre une stérilité chez les deux sexes ainsi que de multiples anomalies anatomiques et fonctionnelles des organes reproducteurs (échec de l’implantation utérine chez la souris, hypospadias chez l’homme...).
Également, FKBP52 régule la signalisation du récepteur à la progestérone PR-A. Cependant elle n’affecte ni les récepteurs PR-B de la progestérone, ni les fonctions des œstrogènes. Elle protège aussi les ovaires contre le stress oxydant puisque les immunophilines, en se liant à la calcineurine vont inhiber son activité phosphatase, ce qui va limiter la production de radicaux libres et ainsi avoir un rôle bénéfique.

### Rôle du tacrolimus dans la neurorégénération
Les immunophilines FKBP12 et 52 sont exprimées dans les neurones. Le tacrolimus favorise la régénération des nerfs dans un mécanisme indépendant de la calcineurine. Le tacrolimus détruit des complexes stéroïdiens dans la cellule, ce qui favorise la libération de chaperonnes telles que FKBP52, ce qui les rend disponibles pour les voies de signalisation neurotrophiques.
Des niveaux élevés de FKBP12 ont été trouvés dans les zones de la pathologie dans les maladies neurodégénératives.

## Interaction FKBP – protéine tau
Les FKBP51 et 52 sont impliquées dans la phosphorylation de la protéine tau, qui favorise la formation anormale d’agrégats ou de plaques amyloïdes lors de la dégénérescence des cellules nerveuses du cerveau. Ces anomalies sont présentes dans de nombreuses pathologies neurodégénératives ; l’apparition de plaques amyloïdes est caractéristique de la maladie d’Alzheimer.
La surexpression de FKBP51, augmente le niveau d’expression de la protéine tau. FKBP51 faciliterait donc la fixation de Hsp90 à tau, ce qui provoque la déphosphorylation de tau et son recyclage correct. Les FKBP52 ont un effet inverse, c’est-à-dire que lorsque ces immunophilines sont surexprimées, le taux de protéine tau est réduit. (Par conséquent le rôle des immunophilines dans les maladies neurodégénératives reste très peu clair).